# Right Now (canção de Van Halen)
Right Now é uma canção de rock composta pelo grupo Van Halen para o seu álbum For Unlawful Carnal Knowledge. A música reflete sobre viver o momento e não ter medo de fazer mudanças. O vocalista Sammy Hagar disse que ele estava escrevendo a letra dessa música no estúdio tarde da noite, e ouviu Eddie Van Halen em uma sala adjacente trabalhando em uma melodia de piano. Hagar disse que de repente percebeu que "nós estávamos escrevendo a mesma música", então ele entrou na sala e começou a cantar suas palavras sobre a música de Van Halen. De acordo com Eddie, o instrumental remonta a 1983, "antes de eu escrever "Jump"- não saiu até cerca de 1992, 1993 ou algo assim, porque ninguém queria nada a ver com isso". Uma versão inicial da melodia aparece no filme de 1984, The Wild Life, que foi composta por Eddie Van Halen. Eddie também afirmou que antes de Hagar ser contratado para substituir David Lee Roth, ele considerou um álbum que contaria com vários cantores convidados, com "Right Now" sendo oferecida a Joe Cocker.
Hagar diz que as letras de "Right Now" foram as melhores que ele escreveu para uma música do Van Halen. "Eu estava cansado de escrever músicas sexuais baratas", ele lembrou quase duas décadas depois. "Eddie e eu queríamos ser sérios e falar sobre questões mundiais". Edições diferentes do vídeo foram usadas na turnê do Van Halen em 2004 para fazer declarações políticas mais explícitas nos anos seguintes.
O videoclipe (dirigido por Mark Fenske e produzido por Carolyn Beug) refletiu sobre os eventos que estavam ocorrendo na época, tanto dentro da banda quanto nas questões sociais do mundo ao seu redor. Ele usava grandes letras maiúsculas para exibir frases como "No momento, as pessoas fazem sexo desprotegido" e "Agora, alguém está trabalhando demais para o salário mínimo", para descrever as imagens em segundo plano. Este conceito foi usado anteriormente em vídeos como " Another Day in Paradise " de Phil Collins.
Hagar inicialmente se opôs ao conceito do vídeo quando foi explicado pela primeira vez a ele. Ele afirmou: "As pessoas nem vão ouvir o que estou dizendo porque vão ler essas legendas". Apesar do presidente da Warner, Mo Ostin, ter telefonado para ele dizendo que seria o maior videoclipe da carreira do grupo, ele ainda estava com tanta raiva que desapareceu pela Carolina do Sul por uma semana com sua então namorada.
Durante as filmagens do videoclip ele contraiu pneumonia e estave com febre, o que intensificou sua raiva pelo vídeo. Fenske diz que não percebeu, mas que ele estava nervoso e ocupado desde que foi o primeiro vídeo que ele dirigiu e ele tinha muitas outras coisas para prestar atenção. De acordo com Hagar, a cena em que ele cruza os braços e se recusa a cantar, e o final do vídeo em que ele bate a porta do camarim não foi encenado - ele estava genuinamente irritado.
"Para a ideia da garota atear fogo à foto de um cara", lembra Fenske, "eu tinha uma foto minha aos 24 anos que não me importava de queimar". Ele diz que todos no vídeo eram membros da equipe ou membros da banda, exceto um - sua mãe.
O vídeo ganhou três prêmios no MTV Video Music Awards de 1992, incluindo o prêmio de Vídeo do Ano. O baixista Michael Anthony disse em um livro de 2011 que achava que era o melhor vídeo que o Van Halen já havia feito. Apesar dos elogios, Hagar supostamente expressou decepção com o resultado, afirmando que "não acho que seja suficiente sobre a banda".
Hagar admitiu que ficou bastante impressionado com o videoclipe, chamando-o de "brilhante". Ele esclareceu que sua dificuldade em colaborar durante as filmagens resultou do tratamento inicial de storyboard que Fenske apresentou, o que Hagar achou desorganizado, pouco claro, e perdeu o significado de uma canção da qual ele estava muito orgulhoso. Ele passou a elogiar Fenske por seu trabalho. Hagar mais tarde iria reutilizar o conceito de vídeo e a letra para a faixa-título de seu álbum solo de 2008 Cosmic Universal Fashion.

## Na cultura popular
A canção foi usada mais tarde nos comerciais da Crystal Pepsi entre 1992 e 1993. Eddie disse que concordou em licenciar a música para a PepsiCo porque sabia que, se não o fizesse, a empresa contrataria músicos de estúdio para gravar um cover.

### Política
A música foi usada inúmeras vezes por candidatos políticos dos EUA. Em 29 de agosto de 2008, durante uma campanha em Ohio, após o anúncio do senador John McCain da governadora do Alasca, Sarah Palin, como sua companheira de chapa, essa música foi tocada no sistema de som. Os membros da banda teriam discordado sobre seu uso no comício de McCain — Alex e Eddie Van Halen divulgaram um comunicado dizendo que "a permissão não foi solicitada ou concedida, nem seria concedida". Hagar, apesar de não endossar especificamente McCain, disse que pessoalmente não teve nenhum problema com o uso da música pela campanha de McCain, insistindo que não importa qual candidato usou a música, a letra ainda tinha o mesmo significado. Durante sua campanha presidencial, Donald Trump usou a música em seus comícios.
A banda também usou a música para declarações políticas. Embora Van Halen vocalista Sammy Hagar era um financiador do presidente George W. Bush em sua campanha de 2004 re-eleição, durante a turnê de reencontro 2004, a banda projetou o vídeo de "Right Now"  com algumas cenas extras atuais, em uma grande tela atrás deles enquanto eles cantavam a música. Algumas novas cenas modernas foram: "Neste momento, alguém está dirigindo rápido demais pela última vez" e "Agora, um garoto de 13 anos está baixando ilegalmente essa música". Outra das atualizações foi uma nova imagem do presidente dos EUA, George W. Bush, acompanhada da legenda "Agora, nada é mais caro do que lamentar".